# Comunidade Cristang
A comunidade cristang é uma pequena comunidade de Malaca, na Malásia com origem em antepassados portugueses que remonta aos descobrimentos. A comunidade cristang fala a língua cristang, um crioulo de base portuguesa, sendo que "cristang" significa "cristão" nesta língua. A comunidade é conhecida entre si como "gente cristang"; outros sinónimos para esta comunidade são "Serani" (do malaio "Nasrani", significando seguidores de Jesus de Nazaré) e "gragok" (termo calão para "geragau" ou camarão, referindo o facto de esta comunidade ser tradicionalmente de pescadores de camarão). O nome "cristang" é por vezes utilizado incorrectamente para nomear outras populações eurasiáticas da Malásia e de Singapura, incluindo povos de descendência holandesa e britânica.

## História
A primeira expedição portuguesa chegou a Malaca em 1507. Este contacto está registado no Sejarah Melayu (Anais Malaios). Malaca tornou-se uma base estratégica para a expansão portuguesa nas Índias Orientais, subordinada ao Estado Português da Índia desde Abril de 1511. Nessa data D. Afonso de Albuquerque zarpou de Goa para Malaca com uma força de cerca de 1 200 homens e 17 ou 18 navios.. A partir de então os casamentos entre portugueses e locais foram encorajados por D. Afonso de Albuquerque, cumprindo o seu designio como vice-rei da índia. Uma carta do rei de Portugal assegurava a alforria e isenção de impostos aos portugueses "casados", que aventurando-se além-mar casassem em Malaca. Os casamentos mistos prosperaram sob este estímulo, registando-se cerca de 200 em 1604. O missionário jesuíta S. Francisco Xavier passou vários meses em Malaca em 1545, 1546 e 1549.
O contacto com Portugal terminou em 1641 quando os neerlandeses bateram os portugueses e capturaram Malaca. Malaca foi depois cedida aos britânicos pelo tratado Anglo-Neerlandês de 1824, em troca de Bencoolen, em Sumatra. Contudo as relações comerciais permaneceram com o entreposto de Macau, perdurando até à actualidade.

## A cultura cristang
Mesmo depois de os contactos com Portugal cessarem em 1641, a comunidade cristang preservou as suas tradições, religião e língua, mantendo surpreendentes semelhanças culturais e linguísticas com o Portugal actual, especialmente da região do Minho. Maioritariamente católicos praticantes, Alguns serviços religiosos são ainda celebrados em português e a comunidade é sempre referida como portuguesa pelos malaios. Contudo a língua cristang, não ensinada nas escolas, está em vias extinção, com excepção da comunidade portuguesa em Ujong Pasir Malacca.
O Natal é uma ocasião festiva, quando muitas famílias cristang se juntam. Realizam-se também diversas festividades como o dia de São João (San Juang) a 24 de Junho, hoje uma das maiores atracções turísticas de Malaca, ao São Pedro (San Pedro), patrono dos pescadores, em 29 de Junho. A música e dança cristang, é conhecida como branyok. A melodia branyok mais popular, a "Jingkli Nona", é vista como um hino não oficial da comunidade eurasiática de origem portuguesa.
Apelidos de origem portuguesa, como o de Jeremy Monteiro, um conhecido músico, ou o proprietário da Air Asia, Tony Fernandes revelam a origem portuguesa. Além dos nomes, cerca de 300 palavras portuguesas permanecem na língua malaia. Estas incluem kereta (de carreta, "carro"); sekolah (de escola); bendera (de bandeira); mentega (de manteiga); keju (de queijo); meja (de mesa); and nenas (de ananás).
A dinâmica Comunidade Portuguesa em Malaca, estabelecida desde 1933 mantém o objectivo de reunir a comunidade cristang dispersa, preservando a sua cultura.